# Слимс
Слимс (англ. Slims River) — ныне высохшая река, протекавшая по территории канадской провинции Юкон. Брала своё начало в пределах ледника Каскавулш и впадала в озеро Клуэйн. Её длина оставляла 19 километров.
Высота истока — 838 метров над уровнем моря. Высота устья — 714 метров над уровнем моря.
Река Слимс предположительно была названа в честь вьючной лошади, которая утонула при попытке перейти реку вброд во время золотой лихорадки Клуэйна в 1903 году.

## Высыхание
В течение нескольких дней весны 2016 года течение реки изменилось. Талая вода ледника Каскавулш прежде стекала в двух направлениях, однако в 2016 году все водные потоки устремились в реку Каскавулш, резко уменьшив размеры реки Слимс. Исследователи предположили, что изменение стока могло быть вызвано антропогенными факторами. Этот случай был признан первым, когда изменение климата напрямую повлияло на скрадывание реки.